# Sala (Suécia)
 Sala  é uma pequena cidade sueca na província histórica da Västmanland. Tem cerca de 12  400 habitantes. É a sede do município de Sala, pertencente ao condado de Västmanland, situado no centro da Suécia. Está situada a 35 km a norte de Västerås. A cidade está localizada na proximidade da mina de prata de Sala, em atividade de 1500 a 1962, e à volta da qual a cidade nasceu.

## Património
- Mina de prata de Sala